# Anthemis (maison d'édition)
Anthemis est une maison d'édition juridique belge fondée en 2005. 
Elle est rachetée en 2019 par l'entreprise luxembourgeoise Legitech.

## Histoire
Les Éditions Anthemis sont lancées en 2005, à Louvain-la-Neuve, par trois anciens collaborateurs du Groupe Larcier et de Wolters Kluwer : Anne Eloy, Patricia Keunings et Olivier Cruysmans,,.
En 2011, la maison d'édition compte huit collaborateurs et déménage à Limal.
De 30 à 40 ouvrages par an en 2006, la maison d'édition en publie 65 dix ans après,.
En 2019, Legitech acquiert les éditions Anthemis. L'objectif de ce rapprochement « est de développer une offre éditoriale multisupport complète, tant en Belgique qu’au Luxembourg ».

## Ligne éditoriale

### Publications
Anthemis  publie des codes, revues et des ouvrages. Elle organise également des formations. Parmi les revues éditées, on y retrouve notamment Le Pli Juridique ou le Forum de l'assurance,,. 
Elle réalise également des ouvrages pour le compte de diverses sociétés, fédérations ou universités.
Après une prise de participation dans la plateforme Jurisquare, celle-ci rejoint LexNow,,.

### Auditoire
Son public est composé de juristes (avocats, magistrats, notaires, juristes d’entreprise, huissiers, RH…), de professions économiques (experts-comptables, réviseurs…), ainsi que d'universitaires. Au-delà de la Belgique, les publications sont destinées à un public de la Grande Région et européen,.

## Organisation

### Dirigeants
- Marc-Olivier Lifrange (d) (2019-...), CEO[3]
- Anne Eloy (d) (2005-…), administratrice déléguée d'Anthemis[3],[5]
- Patricia Keunings (d) (2005-…), administratrice déléguée d'Anthemis[3],[5]

### Effectif
À sa création en 2005, la maison d'édition emploie 5 personnes. En 2011, elle compte huit collaborateurs, avant de se stabiliser entre 2016 et 2019, à neuf collaborateurs,,,.

## Modèle économique
Depuis sa création, le chiffre d'affaires d'Anthemis progresse. La maison édition belge a réalisé - pour l'année 2020 - un chiffre d'affaires d'un million et demi d'euros,.

### Articles universitaires ou professionnels
- Louis Wiart (Professeur à l'Université libre de Bruxelles), Les éditeurs émergents en Belgique francophone, Commerce du livre, carnaval du livre, Volume 11, numéro 2, 2020

- Antoine Labye, Génétique du code. Perspectives de l'édition juridique en Belgique francophone, Wallonie-Bruxelles Edition (n°5), 2023, P. 4-10.